# Constantin Rădulescu (fotbalist, născut 1896)
Constantin "Costel" Rădulescu (n. 5 octombrie 1896 – d. 31 decembrie 1981) a fost un fotbalist și antrenor de fotbal român, care a antrenat Echipa națională de fotbal a României la Campionatele Mondiale de Fotbal din 1930, 1934 și 1938. El a avut un rol important în cadrul Federației Române de Fotbal între anii 1923 și 1938.

## Primul război mondial
Rădulescu a servit ca ofițer în Armata Română în timpul primului război mondial (1916-1918), luptând pe front în Bătălia de la Mărăști, în care a fost rănit la brațul drept. În 1919 a participat ca portar al echipei naționale de fotbal a României la Jocurile Interaliate desfășurate pe Stadionul Pershing din Paris.
După sfârșitul războiului, Rădulescu a jucat fotbal la SC Olympia București și Tricolor București până în 1923. După 1923 Rădulescu a început să se ocupe de arbitraj, antrenare și conducere în domeniul fotbalistic și a fost implicat în dezvoltarea Federației Române de Fotbal în 1930, punând capăt practicii de joc din României de până atunci. El a fost manager al echipei naționale în 18 ocazii și antrenor în 24 de alte ocazii, între anii 1923 și 1940. La cea de-a doua Cupă Mondială, a fost și selecționer, iar la cea de-a treia Cupă Mondială, a fost angajat ca antrenor. El a fost arbitru, timp de 20 de ani, arbitrând 200 meciuri de prima divizie, precum și 102 meciuri internaționale între cluburi și 11 meciuri între țări. El a asistat în calitate de arbitru de tușă în alte ocazii, când echipa României juca în anii '30.

## Antrenor al echipei naționale de fotbal
Constantin Rădulescu a fost antrenor al echipei naționale de fotbal a României la primele trei campionate mondiale, care au avut loc în Uruguay, Italia și Franța. El a preluat acest post (pentru a doua oară) în 1929, după ce echipa antrenată de Teofil Morariu a pierdut la scor cu Iugoslavia în mai 1928, și a condus echipa României de la începutul campaniei pentru Cupa Balcanică din 1929/1931, pe care România a câștigat-o, pierzând numai un meci la Sofia și câștigând toate celelalte meciuri, învingând inclusiv echipa Iugoslaviei în octombrie 1929 . La Cupa Mondială, Rădulescu a fost ajutat de către Octav Luchide. Înainte de turneu, după înfrângerea suferită în fața Iugoslaviei în mai 1930, el a renunțat la Emerich Vogl pe postul de căpitan și l-a înlocuit cu Rudolf Wetzer, înaintaș la Juventus București. 

## Uruguay, 1930
România a reușit să participe la prima Cupă Mondială datorită entuziasmului și puterii de convingere a secretarului general al FRFA de atunci, Octav Luchide. În perioada desfășurării competiției, antrenorul echipei României, Costel Rădulescu a oficiat de două ori ca arbitru de tușă în meciuri în care jucau Argentina și Uruguay și care au avut loc în zilele când România nu juca. (Ulysses Saucedo, antrenorul Boliviei, a arbitrat și el un meci în prima rundă de meciuri). El a asistat ca tușier și în alte ocazii când România juca în anii '30.
Influența regelui Carol II al României în selectarea membrilor echipei de fotbal a României este disputată. FIFA acceptă că "un decret de la Regele Carol le-a dat jucătorilor trei luni de concediu de la locurile lor de muncă și le-a garantat că [ar putea] fi reangajați la întoarcerea lor. Regele însuși [a fost] activ ca antrenor ..." Dar nu există surse care să susține astfel de informații, iar regele, absent din țară începând din anul 1925, s-a reîntors în România abia la 8 iunie 1930.

## Palmares

### Antrenor
România
- Cupa Balcanilor: 1929–31, 1933, 1936[10][11][12]
- Cupa Internațională a Europei Centrale: 1931–34[10][13]

Recorduri
- Manager cu cele mai multe titluri în Cupa Balcanică: 3 titluri